# Instytut Filologii Słowiańskiej Uniwersytetu Śląskiego

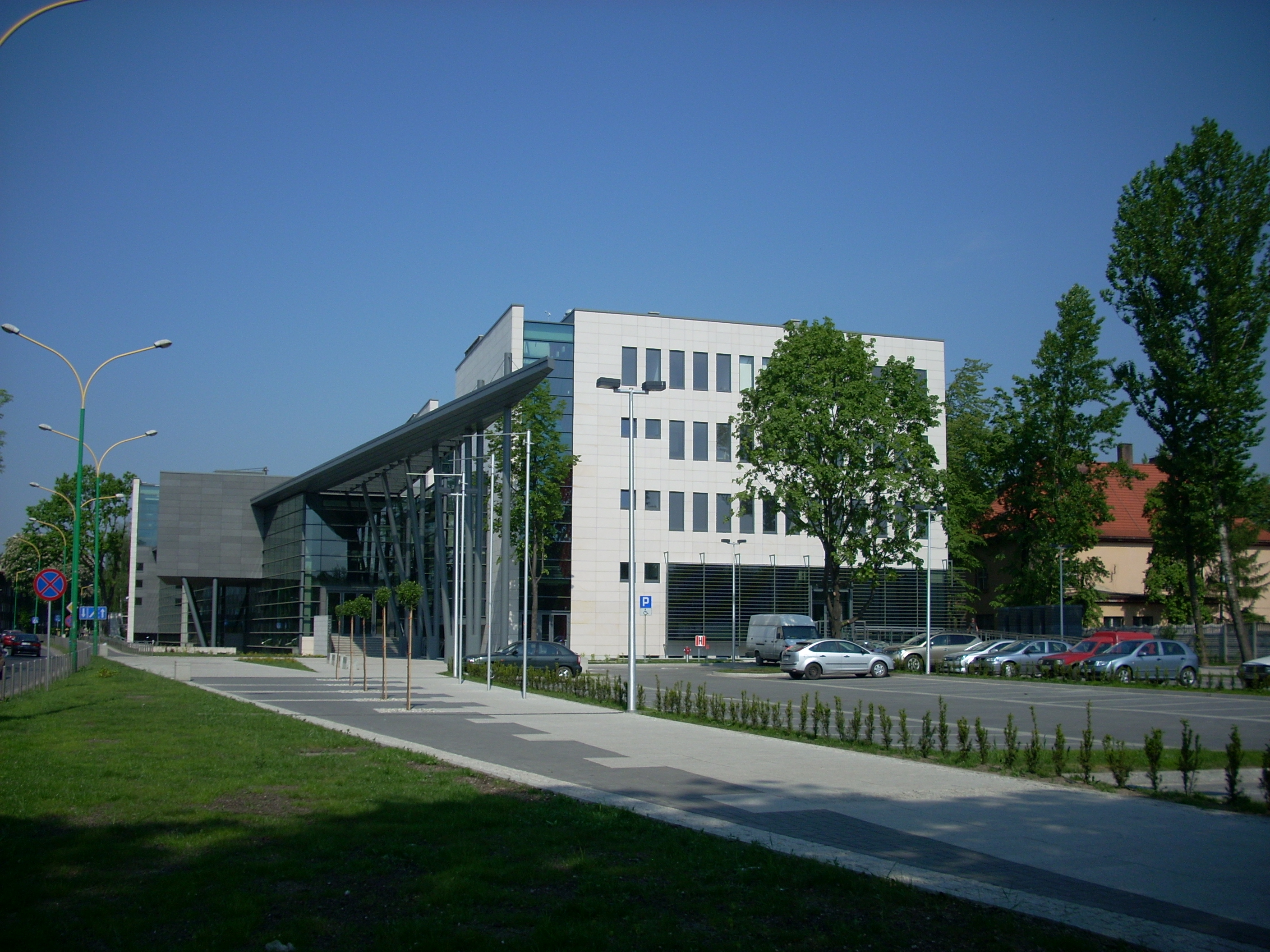
Budynek Wydziału Filologicznego UŚ w Sosnowcu

Instytut Filologii Słowiańskiej Uniwersytetu Śląskiego w Katowicach – jednostka dydaktyczno-naukowa należąca do struktur Wydziału Filologicznego Uniwersytetu Śląskiego.

## Historia
Slawistyka na Uniwersytecie Śląskim powstała w 1974 r. z inicjatywy prof. dr. hab. Kazimierza Polańskiego. Początkowo funkcjonował Zakład Filologii Słowiańskiej w ramach Instytutu Filologii Obcych. W 1980 r. doc. dr. hab. Włodzimierz Pianka podjął decyzję o przekształceniu Zakładu w Katedrę Filologii Słowiańskiej. Kolejne zmiany przyniósł rok 1990, w którym nastąpiła reorganizacja Katedry w Instytut Filologii Słowiańskiej według projektu prof. dr hab. Emila Tokarza. Instytut prowadzi działalność dydaktyczną i badawczą w zakresie filologii słowiańskiej (typologia języków słowiańskich; składnia, słowotwórstwo, semantyka i stylistyka języków słowiańskich; zagadnienia nauczania języków obcych, zwłaszcza słowiańskich; językoznawstwo konfrontatywne; literatury słowiańskie XIX i XX w.; komparatystyka literacka; współczesne metodologie literackie; teoria translacji, praktyki i pragmatyki translatorycznej; folklorystyka słowiańska).

### Dyrektorzy Instytutu (1974-2012)
- prof. dr hab. Mieczysław Basaj (1974-1975)
- prof. dr hab. Roman Laskowski (1975-1979)
- doc. dr hab. Włodzimierz Pianka (1979-1981)
- prof. dr hab. Emil Tokarz (1981-1985)
- dr hab. prof. UŚ Maja Szymoniuk (1985-1986)
- prof. dr hab. Barbara Czapik-Lityńska (1986-1989)
- prof. dr hab. Emil Tokarz (1989-2001)
- dr hab. Józef Zarek (2001-2008)
- dr hab. prof. UŚ Maria Cichońska (2008-2012)
- prof. dr hab. Lech Miodyński (2012-nadal)[3]

## Kierunki kształcenia
Obecnie Instytut Filologii Słowiańskiej prowadzi studia w zakresie filologii słowiańskiej na studiach stacjonarnych I stopnia (specjalność: językowo-kulturowa) oraz II stopnia (specjalność: ogólnofilologiczna,  przekład w komunikacji międzykulturowej oraz komunikacja międzykulturowa Słowian południowych i zachodnich). W roku 2010 uruchomiono Kurs językowy dla tłumaczy wybranych języków słowiańskich.
W Instytucie pracują specjaliści w zakresie większości języków zachodnio- i południowosłowiańskich. Studia można odbywać w następujących specjalizacjach:
- filologia bułgarska
- filologia chorwacka
- filologia czeska
- filologia macedońska
- filologia serbska
- filologia słowacka
- filologia słoweńska[5]

## Zakłady Instytutu
W ramach Instytutu prowadzona jest działalność naukowo-badawcza oraz popularyzatorska w pięciu zakładach:
- Zakład Współczesnych Języków Południowo- i Zachodniosłowiańskich

Zakład Współczesnych Języków Południowo- i Zachodniosłowiańskich został utworzony w 2008 roku. Od roku akademickiego 2003/2004 kierownikiem Zakładu jest prof. UŚ dr hab. Maria Cichońska. Zakład prowadzi prace badawcze z zakresu językoznawstwa synchronicznego języków południowo- i zachodniosłowiańskich, w mniejszym zakresie wschodniosłowiańskich, a także działalność dydaktyczną. Praca naukowa pracowników Zakładu obejmuje badania konfrontatywne w obrębie pragmalingwistyki i struktury tekstu w językach południowo- i zachodniosłowiańskich, a także badania dotyczące socjolingwistyki oraz normy i uzusu społecznego w zakresie ww. języków.
- Zakład Badań Kontrastywnych i Glottodydaktyki

Kierownikiem Zakładu jest prof. UŚ dr hab. Krystyna Jarząbek. Zakład prowadzi badania z zakresu: etymologii,  onomastyki  i  słowotwórstwa języków słowiańskich, słowiańskiego językoznawstwa konfrontatywnego oraz glottodydaktyki. Pracownicy Zakładu prowadzą zajęcia dydaktyczne z praktycznej nauki języków słowiańskich, konwersatoria, ćwiczenia, wykłady oraz seminaria licencjackie i magisterskie. W części glottodydaktycznej Zakład sprawuje pieczę nad nauczaniem w IFS  wszystkich języków obcych  –  8 słowiańskich oraz  języka angielskiego, włoskiego i  łaciny. Łączy się to z koordynacją nauczania języków obcych,  to jest ze sprawowaniem nadzoru nad:  programami  nauczania,  przebiegiem egzaminów oraz kontrolą  efektów nauczania.
- Zakład Slawistyki Kulturoznawczej

Kierownikiem Zakładu jest prof. dr hab. Lech Miodyński. Zakład Slawistyki Kulturoznawczej istnieje pod obecną nazwą w strukturze IFS od 2008 roku. Powstał z połączenia Zakładu Kultur Słowiańskich z Zakładem Dydaktyki Języków Obcych, służąc wymianie doświadczeń badawczych związanych z różnymi obszarami Słowiańszczyzny południowej i zachodniej oraz aktywizacji naukowej lektorów języków słowiańskich. Działalność Zakładu przebiega dwutorowo. Statutowym celem działalności w ramach profilu kulturoznawczego jest prowadzenie interdyscyplinarnych badań w następujących zakresach: konteksty i tradycje kulturowe literatur i języków słowiańskich; przemiany cywilizacyjne i historyczne w krajach słowiańskich; problemy identyfikacji kulturowej i etnicznej narodów słowiańskich; regionalizm i uniwersalizm w kulturach słowiańskich. Wymieniona problematyka podejmowana jest w ramach głównego tematu badawczego Słowiańskie teksty kultury. W zakresie dydaktycznym związane jest to z koordynacją (prof. dr hab. Lech Miodyński) bloku przedmiotów historyczno-cywilizacyjnych, z których część prowadzą lektorzy.
- Zakład Literatur Słowiańskich

Kierownikiem Zakładu jest dr hab. Józef Zarek. Zakład Literatur Słowiańskich działa w Instytucie Filologii Słowiańskiej od roku 1989. Prowadzi badania nad literaturami słowiańskimi XIX i XX wieku. Podejmowane zagadnienia dotyczą procesu historycznoliterackiego w perspektywie narodowej i porównawczej, kształtowania formacji i modeli kulturowych, identyfikacji kulturowych, antropologii literaturoznawczej. Przedmiotem badań są kluczowe problemy literatur słowiańskich związane z tradycjami kulturowymi tych literatur oraz przemianami zachodzącymi w nowoczesnej świadomości literackiej. Transformacje świadomości są badane na poziomach rozwoju idei, mitów, utopii oraz form artystycznych, w szczególności poetyckich.
- Zakład Teorii Literatury i Translacji

Kierownikiem Zakładu jest prof. zw. dr hab. Bożena Pikala-Tokarz. Zakład Teorii Literatury i Translacji powstał w 1992 roku w ramach struktury Instytutu Filologii Słowiańskiej Uniwersytetu Śląskiego. W jego skład wchodzą pracownicy specjalizujący się w problematyce teoretycznej związanej z różnymi literaturami w tym chorwacką, serbską, czeską, słowacką i słoweńską, reprezentowanymi w programach kierunków studiów prowadzonych przez Instytut. Działalność Zakładu obejmuje dydaktykę i prace badawcze. Zespół jest odpowiedzialny merytorycznie za dydaktykę bloku przedmiotów przygotowujących i kształcących warsztat filologiczny studentów w zakresie teorii i praktyki literaturoznawczej (interpretacja i lektura tekstów literackich, struktura tekstu, metodologia badań literackich, proces historycznoliteracki) oraz teorii i analizy przekładu jako nowego faktu artystycznego i społecznego. Praca naukowa Zakładu koncentruje się wokół dwóch tematów (Dyskurs literacki dyskurs i literaturoznawczy i Teoria przekładu) obejmujących szeroki zakres problemów badawczych, jak: badanie form literackich w relacji do rzeczywistości kulturowej oraz lokalnego i uniwersalnego rytmu rozwojowego w poszczególnych literaturach i kulturach; typologia przekładów ze względu na różnice między uczestniczącymi w procesie tłumaczenia systemami językowymi z wpisanymi w nie modelami świata, różnice między tradycjami literackimi i kulturowymi, między indywidualnymi światopoglądami i poziomami wrażliwości oraz schematami komunikacyjnymi. Od 2008 roku pracownicy Zakładu uczestniczą w projekcie wydawniczym Przekłady Literatur Słowiańskich, kierowanym przez prof. dr hab. Bożenę Tokarz. Publikacja ma charakter wydawnictwa ciągłego i jest uwzględniona w części B wykazu czasopism naukowych MNiSW (5 punktów). Dotąd ukazało się 5 tomów tematycznych czasopisma oraz 6 wydawanych równolegle tomów bibliograficznych, na które składają się katalogi przekładów literatur słowiańskich w Polsce i przekładów literatury polskiej w krajach słowiańskich wydanych drukiem w latach 1990–2014.

## Oferta dydaktyczna
Studia oferowane w Instytucie Filologii Słowiańskiej dają wykształcenie wyższe zawodowe na poziomie licencjatu (SSI) i na poziomie magisterium (SSII). 
Absolwent studiów I stopnia filologii słowiańskiej posiada wykształcenie humanistyczne, ogólnofilologiczne oraz specjalistyczne, obejmujące dobrą znajomość literatury, kultury i historii pierwszego języka kierunkowego. Jest specjalistą w zakresie praktycznej znajomości pierwszego języka kierunkowego (na poziomie biegłości co najmniej B2 Europejskiego Systemu Opisu Kształcenia) i drugiego języka kierunkowego (na poziomie biegłości co najmniej B1). Absolwent studiów stacjonarnych I stopnia potrafi tłumaczyć teksty użytkowe i artystyczne: na poziomie średnim z pierwszego języka kierunkowego oraz na poziomie podstawowym z drugiego języka kierunkowego. Ponadto absolwenci studiów I stopnia posiadają kwalifikacje w zakresie wybranej przez siebie dyscypliny naukowej: literaturoznawstwa lub językoznawstwa.
Absolwent filologii słowiańskiej po ukończeniu studiów II stopnia na specjalnościach: Ogólnofilologicznej oraz Przekład w komunikacji międzykulturowej poza umiejętnościami zdobytymi już podczas studiów I stopnia – biegle posługuje się pierwszym językiem kierunkowym (na poziomie biegłości co najmniej B2+ Europejskiego Systemu Opisu Kształcenia), potrafi tłumaczyć teksty użytkowe, specjalistyczne i artystyczne. Studia slawistyczne przygotowują absolwentów tych specjalności do wykonywania zawodu tłumacza. Absolwent filologii słowiańskiej po ukończeniu studiów II stopnia na specjalności: Komunikacja międzykulturowa Słowian Południowych i Zachodnich posiada pogłębioną wiedzę kulturową o obszarze Słowiańszczyzny Południowej i Zachodniej, pozwalającą na przeprowadzanie wnikliwych analiz kulturoznawczych. Ponadto absolwent posiada podwyższone kwalifikacje w zakresie wybranej przez siebie dyscypliny: literaturoznawstwa, językoznawstwa, przekładoznawstwa lub kulturoznawstwa.
Takie przygotowanie zawodowe umożliwia absolwentowi znalezienie miejsca na rynku pracy jako specjalisty, który dysponuje odpowiednią znajomością języka słowiańskiego (języków słowiańskich) oraz dodatkowymi kwalifikacjami wspierającymi kompetencję językową, np. w biurach tłumaczeń, placówkach dyplomatycznych. Nabyte umiejętności pozwalają podjąć pracę w wydawnictwach, redakcjach gazet i czasopism (w tym naukowych), w instytucjach kulturalnych oraz w sektorze usług wymagającym zaawansowanej znajomości języków i kultur krajów słowiańskich, np. biurach podróży i agencjach turystycznych, firmach współpracujących z krajami słowiańskimi lub rozszerzających swoją działalność na Europę Zachodnią i Południową.